# Alive 2
Alive 2 è un album dal vivo del gruppo musicale thrash metal statunitense Anthrax, pubblicato nel 2005 dalla Sanctuary Records negli USA e dalla Nuclear Blast in Europa.

## Il disco
Questa è la testimonianza dell'Anthrax's Reunion Tour e le tracce suonate dal vivo appartengono tutte al periodo che va da Fistful of Metal (1984) a Persistence of Time (1990).

## Edizioni
Uscito anche nel formato CD + DVD come "The Special Edition", presentano delle differenze nella lista delle tracce. Il DVD, infine, contiene anche altri filmati esclusivi.

## Tracce

### CD
1. Among the Living – 5:29
2. Caught in a Mosh – 5:42
3. A.I.R. – 6:22
4. Antisocial – 6:05
5. Lone Justice - 4:32 *
6. Efilnikufesin (N.F.L.) – 5:59
7. Deathrider – 3:37
8. Medusa – 4:59
9. In My World – 6:09
10. Indians – 7:45
11. Time – 6:52
12. Be All, End All – 7:44
13. I Am the Law – 7:04

* Inserita solo nell'edizione speciale

### DVD
1. Among the Living – 5:29
2. Caught In a Mosh – 5:42
3. A.I.R. – 6:22
4. Madhouse – 6:05
5. Efilnikufesin (N.F.L.) – 5:59
6. Deathrider – 3:37
7. Medusa – 4:59
8. In My World – 6:09
9. Indians – 7:45
10. Time – 6:52
11. I'm the Man – 6:31
12. Be All, End All – 7:44
13. I Am the Law – 7:04

## Formazione
La formazione del gruppo è quella "storica" e comprende il cantante Joey Belladonna ed il chitarrista Dan Spitz: avevano lasciato il gruppo, in ordine, entrambi negli anni novanta.
- Joey Belladonna – voce
- Dan Spitz – chitarra
- Scott Ian – chitarra
- Frank Bello – basso
- Charlie Benante – batteria